# Такагі Кадзуміті
Кадзуміті Такагі (яп. 高木 和道, нар. 21 листопада 1980, Ясу) — японський футболіст, захисник клубу «Ейр Форс Сентрал».
Виступав, зокрема, за клуби «Сімідзу С-Палс» та «Гамба Осака», а також національну збірну Японії.

## Клубна кар'єра
У дорослому футболі дебютував 2000 року виступами за команду клубу «Сімідзу С-Палс», в якій провів вісім сезонів, взявши участь у 156 матчах чемпіонату. Також у 2004 роцы на правах оренди грав за «Віссел Кобе».
На початку 2009 року перейшов у клуб «Гамба Осака», з яким в тому ж році виграв Кубок Імператора. У сезоні 2012 року грав за «Віссел Кобе», після чого перейшов у клуб «Ойта Трініта», де провів два сезони, причому за результатами першого з них вилетів з клубом до другого дивізіону. У 2015 році там же грав за клуб «Ґіфу».
Протягом 2016 року виступав за клуб «Джубіло Івата», проте не зіграв за команду з Івати жодного матчу в національному чемпіонаті, провівши лише по три гри у Кубку Імператора і Кубку Джей-ліги.
11 січня 2017 року вперше відправився виступати закордон, ставши гравцем таїландського клубу «Ейр Форс Сентрал»。.

## Виступи за збірну
20 серпня 2008 року дебютував в офіційних матчах у складі національної збірної Японії в товариській грі проти збірної Уругваю (1:3), відігравши усю зустріч. Всього провів у формі головної команди країни 5 матчів.

## Досягнення
- Володар Кубка Імператора Японії (2):

«Сімідзу С-Палс»: 2001
«Ґамба Осака»: 2009
- Володар Суперкубка Японії (2):

«Сімідзу С-Палс»: 2001, 2002